# Srednja vas pri Polhovem Gradcu
Srednja vas pri Polhovem Gradcu je naselje v Občini Dobrova - Polhov Gradec.